# 리처드 홀러웨이
리처드 홀러웨이(영어: Richard Holloway, 1933년 ~ )는 스코틀랜드 성공회(The Scottish Episcopal Church)의 주교이다. 켈함 신학교(Kelham Theological College), 에든버러 신학교(Edinburgh Theological College), 뉴욕 유니온 신학교(Union Theological Seminary)에서 공부했다. 더 타임즈(The Times), 가디언(The Guardian), 인디펜던트(The Independent) 등의 저자로도 활동하고 있다. 가족으로는 부인 진(Jean)과 1남 2녀의 자녀가 있다. 교회와 지역 공동체가 성적 소수자의 인권을 존중해야 한다고 주장하는 진보적 기독교 사상의 지원자로 유명하다.